# Thricops septentrionalis
Thricops septentrionalis är en tvåvingeart som först beskrevs av Stein 1898.  Thricops septentrionalis ingår i släktet Thricops och familjen husflugor. Inga underarter finns listade i Catalogue of Life.